# 等深流
等深流（Contour current）是指沿海底等深线水平流动的底流，平行海底等深线稳定低速流动，此種海底流是由溫鹽差（thermohaline）導致的海底地转流（geostraphic bottom current）。。这一地質名詞最先由Hollister和Heezen於1972年提出。